# Pavés

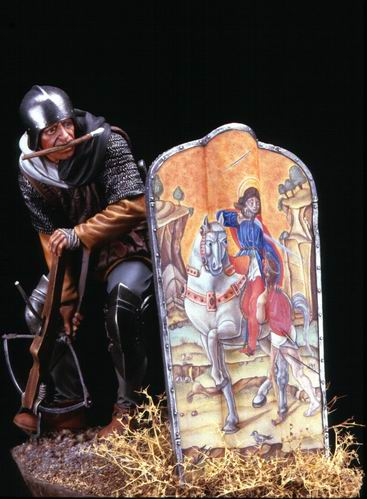
Escudo pavés (con la pintura de Bartolomeo Vivarini San Martín y el mendigo) y un ballestero medieval.

Un pavés es un escudo prolongado que cubría el cuerpo del combatiente.
Según el Diccionario de la Real Academia, 1ª edición, viene del latín pavire, herir. Otros lo derivan del italiano pavesse, o del francés antiguo pave, cubierta. Para Du Cange sale del griego pabetzion (escudo más grande).
En un bajorrelieve del siglo XI, del Convento de Santo Domingo de Silos, figuran paveses de bordes curvos, que debían ser de cuero pintado y tendido sobre una armazón de madera.
Los del siglo XV presentan la forma de una porción de cilindro, de cono alargado o cuadrangular con extremos curvos. Durante la Edad Media se usaron paveses de madera guarnecidos de piel y adornados con motivos heráldicos.
A finales del siglo XV, la infantería de Europa occidental abandonó el pavés en el campo de batalla, siendo sustituidos los soldados que portaban dichos escudos, los denominados empavesados, por piqueros. 
En alta mar, en el combate a bordo de galeras, continuó usándose dicha arma defensiva durante los siglos XVI y XVII. 